# Котельниковское городское поселение
Коте́льниковское городско́е поселе́ние — муниципальное образование в составе Котельниковского района Волгоградской области.
Административный центр — город Котельниково.

## История
Котельниковское городское поселение образовано 14 марта 2005 года в соответствии с Законом Волгоградской области № 1028-ОД.

## Население
| 2009    | 2010    | 2012    | 2013    | 2014    | 2015    | 2016    |
| ------- | ------- | ------- | ------- | ------- | ------- | ------- |
| 19 455  | ↗20 428 | ↗20 595 | ↘20 420 | ↗20 458 | ↗20 489 | ↘20 384 |
| 2017    | 2018    | 2019    | 2020    | 2021    |         |         |
| ↘20 381 | ↘20 172 | ↗20 195 | ↗20 382 | ↗22 016 |         |         |

## Состав городского поселения
| № | Населённый пункт | Тип населённого пункта        | Население |
| - | ---------------- | ----------------------------- | --------- |
| 1 | Котельниково     | город, административный центр | ↗22 016   |